# Юность (футбольный клуб, Павловский Посад)
«Юность» — советский футбольный клуб из Павловского Посада. Основан не позднее 1968 года.
В 1968 и 1969 годах принимал участие в чемпионате СССР в Классе «Б».

## Названия
- по 1968 — «Электроник»;
- 1968—1989 — «Юность».

В Кубке СССР 1968/69, результаты которого были аннулированы, сыграл под названием «Электрик».

## Достижения
- В чемпионате СССР — 6-е место в зональном турнире РСФСР класса «Б»: 1969